# 西尔万·屈里尼耶
西尔万·屈里尼耶（法語：Sylvain Curinier，1969年3月15日—），法国男子皮划艇运动员。他曾代表法国参加1992年夏季奥林匹克运动会皮划艇比赛，获得男子单人皮艇激流回旋银牌。